# Zoltán Ambrus
Zoltán Ambrus (Debrecen, 22 de febrer de 1861 - Budapest, 28 de febrer de 1932) va ser un escriptor i traductor hongarès

## Biografia
Nascut en Debrecen, Zoltán Ambrus es va traslladar després a Budapest, on va estudiar primer a l'institut primer, i després en la facultat de dret. A l'edat de 18 anys, Zoltán es va quedar orfe de pare, per la qual cosa va haver d'ocupar-se de la resta de la seva família. Durant aquesta època va exercir de tutor privat, i va escriure articles i crítiques teatrals per a publicacions com a Fővárosi Lapok, Pesti Napló o Budapesti Szemle. També va treballar en un banc fins que el seu amic László Arany el va animar a dedicar-se completament a la literatura.
En 1885, es va traslladar a París, on va estudiar literatura en el Collège de France i a La Sorbona. Al seu retorn a Pest es va convertir en col·laborador de Hét, i va començar a escriure històries breus. En 1900 es va convertir en editor de Új Magyar Szemle, i va publicar diverses obres en la prestigiosa revista Nyugat. La seva novel·la Midás király ("El rei Mides", 1906), va obtenir un gran èxit. A més, Zoltán Ambrus va traduir a l'hongarès les obres de Flaubert, Cherbuliez, Maupassant, Anatole France i Balzac.